# 閉殻
閉殻 (へいかく、英: closed shell)とは、原子の最外殻に最大数の電子が入っている状態のことである。これとは反対に最外殻に最大数の電子が入っていない状態のことを開殻(かいかく、英: open shell)と呼ぶ。また最外殻のすべての軌道が電子で満たされている場合以外にも、特定の方位量子数をもつ副電子殻が電子で満たされている場合についても用いることがある。
多くの原子において、閉殻の状態にあると安定となる。なお貴ガスの場合、閉殻の状態に無い、すなわち開殻であっても安定であるが、これは最外殻電子が8個であるためである。